# كورين ريفيرا
كورين ريفيرا (بالإنجليزية: Coryn Rivera)‏ (و. 1992  م) هي دراجة أمريكية، ولدت في مانيلا.

## سباقات أو مراحل فاز بها
| التاريخ        | السباق                                                                       | المركز                                                                 |
| -------------- | ---------------------------------------------------------------------------- | ---------------------------------------------------------------------- |
| 01 يناير 2010  | 2010 UCI Road World Championships – Junior women's road race                 |                                                                        |
| 27 يوليو 2014  | سباق لو تور دو فرانس 2014                                                    | السادس في التصنيف العام                                                |
| 08 مارس 2015   | أوملوب فان هيت هاجيلاند 2015                                                 | الرابع في التصنيف العام                                                |
| 25 مايو 2015   | سباق الطريق للسيدات في بطولة الولايات المتحدة 2015                           |                                                                        |
| 31 مايو 2015   | Winston-Salem Cycling Classic Women 2015                                     | الرابع في التصنيف العام                                                |
| 07 يونيو 2015  | دراجات فيلادلفيا الكلاسيكية 2015                                             | الخامس في التصنيف العام                                                |
| 26 يوليو 2015  | سباق لو تور دو فرانس 2015                                                    | الثاني في تصنيف أفضل شاب                                               |
| 01 يناير 2016  | 2016 Joe Martin Stage Race Women                                             |                                                                        |
| 01 يناير 2016  | 2016 North Star Grand Prix Women                                             |                                                                        |
| 09 يناير 2016  | 2016 Gran Prix San Luis Femenino                                             |                                                                        |
| 13 مارس 2016   | درينتشت آخت فان ويسترفيلد 2016                                               | التاسع في التصنيف العام                                                |
| 28 مايو 2016   | سباق الطريق للسيدات في بطولة الولايات المتحدة 2016                           |                                                                        |
| 19 مارس 2017   | تروفيو ألفريدو بيندا كومون دي سيتيجليو 2017                                  | الأول في التصنيف العام                                                 |
| 02 أبريل 2017  | طواف فلاندرز للسيدات 2017                                                    | الأول في التصنيف العام، الأول في تصنيف النقاط                          |
| 25 يونيو 2017  | سباق الطريق للسيدات في بطولة الولايات المتحدة 2017                           |                                                                        |
| 29 يوليو 2017  | رايد لندن الكلاسيكي 2017                                                     | الأول في التصنيف العام                                                 |
| 17 يونيو 2018  | طواف السيدات 2018                                                            | الأول في التصنيف العام، الثاني في تصنيف النقاط، الرابع في تصنيف الجبال |
| 24 يونيو 2018  | سباق الطريق للسيدات في بطولة الولايات المتحدة 2018                           |                                                                        |
| 15 يونيو 2019  | طواف السيدات 2019                                                            |                                                                        |
| 30 يونيو 2019  | سباق الطريق للسيدات في بطولة الولايات المتحدة 2019                           |                                                                        |
| 13 سبتمبر 2019 | لوتو بلجام تور 2019                                                          | الأول في تصنيف النقاط، الثالث في تصنيف الجبال، الرابع في التصنيف العام |
| 20 يونيو 2021  | سباق الطريق للسيدات في بطولة الولايات المتحدة على الطريق 2021                |                                                                        |
| 25 يونيو 2023  | 2023 United States of America National Road Cycling Championships - Women RR |                                                                        |
| 19 مايو 2024   | 2024 United States of America National Road Cycling Championships - Women RR |                                                                        |

## روابط خارجية
- كورين ريفيرا على موقع الاتحاد الدولي للدراجات (الإنجليزية)
- كورين ريفيرا على موقع أرشيف الدراجات (الإنجليزية)
- كورين ريفيرا على موقع إحصائيات الدراجات الإحترافية (الإنجليزية)
- كورين ريفيرا على موقع نسبة الدراجات (الإنجليزية)
- كورين ريفيرا على موقع CycleBase (الإنجليزية)
- كورين ريفيرا على موقع اللجنة الأولمبية الدولية (الإنجليزية)
- كورين ريفيرا على موقع أوليمبيديا (الإنجليزية)
- كورين ريفيرا على موقع اللجنة الأولمبية والبارالمبية الأمريكية (الإنجليزية)